# FRONT MISSION 2089
『FRONT MISSION 2089』（フロントミッション2089）は、スクウェア・エニックスより配信された携帯電話用ゲーム。ジャンルはシミュレーションRPG。
「フロントミッションシリーズ」の携帯サイト「フロントミッションモバイル」の1コンテンツである。対応機種はNTTドコモのiモード（FOMA900i以降）、auのEZweb（W2x以降）、ソフトバンクモバイルのYahoo!ケータイ（81x以降）。2011年2月28日、同サイトの閉鎖に伴い配信は終了した。
本項ではリメイク版のニンテンドーDS用ゲーム『FRONT MISSION 2089 Border of Madness』についても併せて記載する。

## 概要
2003年に開始された「フロントミッションプロジェクト」の第4弾となる本作。外伝的なタイトルながら、ナンバリングシリーズと同じ世界観である初代作品『1ST』に、『5th』『FMO』の舞台となった第2次ハフマン紛争が舞台。同紛争の直前である西暦2089年の小競り合いを傭兵の視点で描いた物語である。
システム的には『1ST』の携帯アプリ移植版である。アプリケーションの容量の制約上、『1ST』に比べWAPグラフィックの使い回しやマップの制限などが否めない。一方で、ミッション内容に関しては、突発的な任務変更や貧弱な車両の護衛、指定ポイントへの離脱など『1ST』より多彩な難易度の高いミッションがある。反面、クリアしたミッションを何度もプレイできる仕様のため、次のミッション配信まで過剰なレベル上げをすることによりプレイヤー自らゲームバランスを壊してしまう可能性もあった。この問題は次作の『2089-II』においてレベル制限という形で対応されている。

## ストーリー
戦場はケータイにも！
西暦2089年、ハフマン島。
ハフマン危機以降、関係悪化の一途を辿っていたO.C.U.とU.S.N.の軍事的緊張は最高潮に達していた。両軍は来るべき戦争へと軍備拡張を進める中、最も危険である国境付近の防衛のため、金で雇った兵士～傭兵を徴集した。傭兵達はそれぞれの思い、野心を胸に任務をこなしていくが……。

## FRONT MISSION 2089 Border of Madness
『FRONT MISSION 2089 Border of Madness』（フロントミッション2089　ボーダー・オブ・マッドネス）は、2008年5月29日に発売されたニンテンドーDS用ゲームソフト。『2089』のリメイク版。ニンテンドーDSへの移植ということでタッチペン操作の対応や、イベントシーンの強化、キャラクターデザインの一新などの変更がなされている。

## ゲームシステム

### モバイル版
ゲーム開始時にプレイヤーはO.C.U.、U.S.N.のどちらかの所属となり主人公を選択するが、異なるのは主要キャラクターのグラフィックとタイプ、ヴァンツァーのラインナップのみで、基本的にストーリーは同じである。ゲームシステムは『1ST』とほぼ同様で、補給所で人型兵器ヴァンツァーのセットアップし、ミッションへ出撃する形となる。戦闘はターン制で進んでいく。
iアプリ版、EZアプリ版ともに全72ミッション（本編63、外伝9）が配信された。
以下、『2089』オリジナルモードについて解説する。
アワードミッション
配信済みのミッションに敵配置の強化、新たな条件を加えて難易度を上げたもの。元となるミッションをクリアすることで出現する。各アワードミッションでは戦闘評価（アワード）の判定を行い、クリアした条件に応じて4段階の評価（プラチナ・ゴールド・シルバー・ブロンズ）が得られる。それぞれの評価にポイントが設けられており、ポイントの上位10位のユーザーがモバイル公式サイトの月間ランキングに登録される。
アワードミッション内ではシナリオ戦力値が設定されている。出撃する際の装備はPOTENTIALとして算出され、POTENTIALがシナリオ戦力値を越えると評価は下がっていく。このため、過剰装備で難易度の低いミッションをこなしても高い評価は得られない。
アリーナ
『1ST』のVS Battleを踏襲したユーザー間の対人戦。iモード版のみ別途「アリーナアプリ」として配信されたが、2008年1月31日をもってサービスは終了している。
試合は一日につき一回、1vs1の戦闘形式で行われた。AM8:00～翌日2:00までにエントリーが行われ、翌日8:00にエントリー・試合結果が配信された。
一試合全8ターンでの勝負。どちらかのBodyが破壊されるか、両腕が破壊されて行動不能となると試合終了となる。8ターン以内の勝負が付かない場合はパーツの損傷率で判定が行われ、それでも勝負が付かない場合は両者引き分けとなる。戦闘は完全オートで使用武器の選択やスキル「Duel」「Guide」の攻撃部位の選択等はできない。この2スキルは発動するが、本編と異なる仕様となっていた。
勝者にはポイント3、敗者にはポイント1、引き分けの場合は両者ポイント1が加算された。アワードミッション同様、ポイントの合計数で月ごとのランキングがされていた。